# Гент (футбольний клуб)
«Королі́вська спорти́вна асоціа́ція Гент» (нід. Koninklijke Atletiek Associatie Gent), також відомий просто як «Гент» (нід. Gent) — бельгійський футбольний клуб з міста Гента, Східна Фландрія. Виступає у Лізі Жупіле починаючи з сезону 1989–90. Команда здобула Чемпіонат Бельгії один раз, у сезоні 2014–15, на додаток до чотирьох перемог у Кубку Бельгії. «Гент» проводив свої домашні матчі на стадіоні «Жуль Оттен» у місті Гентбрюгге починаючи з 1920 до 2013 року, коли клуб переїхав на «Геламко-Арена». Кольори команди — синьо-білі. Головний спонсор – Baloise.
Секції із хокею на траві та легкої атлетики були засновані 1864 року, що робить «Гент» одним із найстаріших спортивних клубів у Бельгії. Тоді клуб був відомий під французькою назвою La Gantoise (так його досі називають у франкомовній частині Бельгії). У 1971 році клуб змінив свою назву на нинішню нідерландську. Футбольна секція відкрилася 1900 року. Прізвисько клубу — De Buffalo's — термін, придуманий після відвідин Баффало Білла та його цирку в місті на початку XX століття.
«Гент» вперше провів період на найвищому рівні бельгійського футболу між сезонами 1913–14 та 1928–29, а другий — з 1936–37 по 1966–67 роки. У 1970-х і 1980-х роках клуб кілька разів підвищувався і вилітав з першого до другого дивізіону, перш ніж повернутися на найвищий рівень у 1989 році. Команда дійшла до чвертьфіналу Кубка УЄФА у сезоні 1991–1992, що є найкращим досягненням «Гента» за всю його історію в європейських змаганнях.
Крім футболу, «Гент» також має спортивні секції з легкої атлетики та хокею на траві.

## Склад
Станом на 18 жовтня 2024
| №  | Поз. | Нац.       | Гравець         |
| -- | ---- | ---------- | --------------- |
| 1  | ВР   | Японія     | Деніел Шмідт    |
| 3  | ЗХ   | Англія     | Арчі Браун      |
| 4  | ЗХ   | Японія     | Цуйосі Ватанабе |
| 6  | ПЗ   | Ізраїль    | Омрі Гандельман |
| 7  | НП   | Угорщина   | Залан Ванча     |
| 8  | ПЗ   | Бельгія    | Пітер Геркенс   |
| 9  | НП   | Ісландія   | Андрі Гудйонсен |
| 10 | ПЗ   | Нідерланди | Айме Омгба      |
| 11 | НП   | Швеція     | Момоду Сонко    |
| 12 | ЗХ   | ЦАР        | Уго Гамбор      |
| 13 | ЗХ   | Сербія     | Стефан Митрович |
| 15 | ПЗ   | Японія     | Ацукі Іто       |
| 16 | ПЗ   | Бельгія    | Матіас Делорж   |

| №  | Поз. | Нац.       | Гравець             |
| -- | ---- | ---------- | ------------------- |
| 17 | ПЗ   | Данія      | Ендрю Юльсаґер      |
| 18 | ПЗ   | Бельгія    | Матісс Самоаз       |
| 19 | НП   | Швейцарія  | Франк Сурдез        |
| 20 | ЗХ   | Португалія | Тьягу Араужу        |
| 21 | НП   | Англія     | Макс Дін            |
| 22 | ЗХ   | Сенегал    | Ноа Фадіґа          |
| 23 | ЗХ   | Нігерія    | Джордан Торунаріга  |
| 24 | ПЗ   | Бельгія    | Свен Кумс (капітан) |
| 25 | ЗХ   | Ангола     | Нуріу Фортуна       |
| 27 | ПЗ   | Бельгія    | Тібе Де Влігер      |
| 29 | НП   | Кабо-Верде | Еліо Варела         |
| 33 | ВР   | Бельгія    | Деві Руф            |

## Досягнення
Чемпіонат Бельгії:
- Чемпіон (1): 2014–15
- Срібний призер (3): 1954–55, 2009–10, 2019–20

Кубок Бельгії:
- Володар (4): 1963–64, 1983–84, 2009–10, 2021–22
- Фіналіст (2): 2007–08, 2018–19

Суперкубок Бельгії:
- Володар (1): 2015

Кубок УЄФА:
- Чвертьфіналіст (1): 1991–92

## Єврокубки

Логотип клубу до 2013 року.

| Турнір                                             | М   | В  | Н  | П  | ГЗ  | ГП  |
| -------------------------------------------------- | --- | -- | -- | -- | --- | --- |
| Кубок Європейських чемпіонів / Ліга чемпіонів УЄФА | 13  | 4  | 1  | 8  | 14  | 23  |
| Ліга Європи УЄФА / Кубок УЄФА                      | 80  | 28 | 21 | 31 | 108 | 120 |
| Ліга конференцій УЄФА                              | 14  | 7  | 2  | 5  | 17  | 10  |
| Кубок Кубків УЄФА                                  | 4   | 1  | 1  | 2  | 2   | 5   |
| Всього                                             | 111 | 40 | 25 | 46 | 141 | 158 |

Останнє оновлення: 17 березня 2022

### Матчі
| Сезон   | Турнір              | Раунд       | Клуб                          | Вдома | Виїзд | Результат |
| ------- | ------------------- | ----------- | ----------------------------- | ----- | ----- | --------- |
| 1964–65 | Кубок Кубків УЄФА   | 1R          | Вест Гем Юнайтед              | 0–1   | 1–1   | 1–2       |
| 1982–83 | Кубок УЄФА          | 1R          | Гарлем                        | 3–3   | 1–2   | 4–5       |
| 1983–84 | Кубок УЄФА          | 1R          | Ланс                          | 1–1   | 1–2   | 2–3       |
| 1984–85 | Кубок Кубків УЄФА   | 1R          | Селтік                        | 1–0   | 0–3   | 1–3       |
| 1986–87 | Кубок УЄФА          | 1R          | Женесс (Еш)                   | 1–1   | 2–1   | 3–2       |
| 1986–87 | Кубок УЄФА          | 2R          | Спортул                       | 3–0   | 1–1   | 4–1       |
| 1986–87 | Кубок УЄФА          | 3R          | ІФК Гетеборг                  | 0–1   | 0–4   | 0–5       |
| 1991–92 | Кубок УЄФА          | 1R          | Лозанна                       | 0–1   | 1–0   | 1–1(пен.) |
| 1991–92 | Кубок УЄФА          | 2R          | Айнтрахт (Франкфурт-на-Майні) | 0–0   | 1–0   | 1–0       |
| 1991–92 | Кубок УЄФА          | 3R          | Динамо (Москва)               | 2–0   | 0–0   | 2–0       |
| 1991–92 | Кубок УЄФА          | Чвертьфінал | Аякс                          | 0–0   | 0–3   | 0–3       |
| 2000–01 | Кубок УЄФА          | QR          | Акранес                       | 3–2   | 3–0   | 6–2       |
| 2000–01 | Кубок УЄФА          | 1R          | Аякс                          | 0–6   | 0–3   | 0–9       |
| 2008–09 | Кубок УЄФА          | 2Q          | Кальмар                       | 2–1   | 0–4   | 2–5       |
| 2009–10 | Ліга Європи УЄФА    | 2Q          | Нафтан                        | 1–0   | 1–2   | 2–2 (ч)   |
| 2009–10 | Ліга Європи УЄФА    | 3Q          | Рома                          | 1–7   | 1–3   | 2–10      |
| 2010–11 | Ліга чемпіонів УЄФА | 3Q          | Динамо (Київ)                 | 1–3   | 0–3   | 1–6       |
| 2010–11 | Ліга Європи УЄФА    | PO          | Феєнорд                       | 2–0   | 0–1   | 2–1       |
| 2010–11 | Ліга Європи УЄФА    | Група C     | Спортінг (Лісабон)            | 3–1   | 1–5   | 3-є       |
| 2010–11 | Ліга Європи УЄФА    | Група C     | Лілль                         | 1–1   | 0–3   | 3-є       |
| 2010–11 | Ліга Європи УЄФА    | Група C     | Левскі                        | 1–0   | 2–3   | 3-є       |
| 2012–13 | Ліга Європи УЄФА    | 2Q          | Діфферданж 03                 | 3–2   | 1–0   | 4–2       |
| 2012–13 | Ліга Європи УЄФА    | 3Q          | Відеотон                      | 0–3   | 0–1   | 0–4       |
| 2015–16 | Ліга чемпіонів УЄФА | Група H     | Ліон                          | 1–1   | 2–1   | 2-е       |
| 2015–16 | Ліга чемпіонів УЄФА | Група H     | Зеніт                         | 2–1   | 1–2   | 2-е       |
| 2015–16 | Ліга чемпіонів УЄФА | Група H     | Валенсія                      | 1–0   | 1–2   | 2-е       |
| 2015–16 | Ліга чемпіонів УЄФА | 1/8 фіналу  | Вольфсбург                    | 2–3   | 0–1   | 2–4       |
| 2016–17 | Ліга Європи УЄФА    | 3Q          | Віїторул (Констанца)          | 5–0   | 0–0   | 5–0       |
| 2016–17 | Ліга Європи УЄФА    | PO          | Шкендія                       | 2–1   | 4–0   | 6–1       |
| 2016–17 | Ліга Європи УЄФА    | Група H     | Шахтар (Донецьк)              | 3–5   | 0–5   | 2-е       |
| 2016–17 | Ліга Європи УЄФА    | Група H     | Брага                         | 2–2   | 1–1   | 2-е       |
| 2016–17 | Ліга Європи УЄФА    | Група H     | Коньяспор                     | 2–0   | 1–0   | 2-е       |
| 2016–17 | Ліга Європи УЄФА    | 1/16 фіналу | Тоттенгем Готспур             | 1–0   | 2–2   | 3–2       |
| 2016–17 | Ліга Європи УЄФА    | 1/8 фіналу  | Генк                          | 2–5   | 1–1   | 3–6       |
| 2017–18 | Ліга Європи УЄФА    | 3Q          | Альтах                        | 1–1   | 1–3   | 2–4       |
| 2018–19 | Ліга Європи УЄФА    | 3Q          | Ягеллонія                     | 3-1   | 1–0   | 4-1       |

Примітки
- 1R: Перший раунд
- 2R: Другий раунд
- 3R: Третій раунд
- QR: Кваліфікаційний раунд
- 2Q: Другий кваліфікаційний раунд
- 3Q: Третій кваліфікаційний раунд
- PO: Раунд плей-оф

## Відомі тренери
- Норберт Геффлінг